# موسم بويا عمر
موسم بويا عمر هو تظاهرة ثقافية دينية بقلعة السراغنة، بالمغرب في يوم المولد النبوي لكل سنة.
تُقام فعاليات موسم الولي الصالح بويا عمر بإقليم قلعة السراغنة وسط أجواء احتفالية تتميز بمهرجان شعبي كبير لألعاب الفروسية تشارك فيه مختلف قبائل السراغنة والرحامنة وزمران.
بهذه المناسبة تتم إقامة حفل ديني بضريح الولي الصالح يجمع حفظة القرآن من طلبة وفقهاء الزاوية وحفدة بويا عمر، حيث تتلى آيات من الذكر الحكيم وتردد الأذكار والأمداح النبوية تتويجا لبرنامج الموسم الذي يدوم خمسة أيام، يعرف خلالها إقبالا شعبيا متزايدا من داخل المنطقة وخارجها.

## مصدر
هيسبرس > اختتام موسم بويا عمر بقلعة السراغنة عن و.م.ع الولوج 5 فبراير 2012.